# Почвенничество

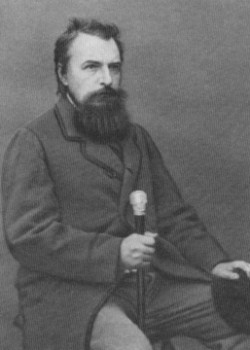
Аполлон Григорьев

По́чвенничество (от рус. народная почва) — литературное течение и направление общественной и философской мысли в России 1860-х годов. Основы мировоззрения восходят к идеям и концепциям так называемой «молодой редакции» журнала «Москвитянин» (1850—1856) во главе с Аполлоном Григорьевым. Приверженцы называются почвенниками. Литературовед В. Н. Захаров указывает, что термин «почвенничество» является поздним — Достоевский и его единомышленники не называли себя почвенниками.

## Принципы
Основные принципы почвенничества были сформулированы на страницах ряда толстых литературных журналов, но главным образом сотрудниками журналов «Время» и «Эпоха» Аполлоном Григорьевым, братьями Михаилом и Фёдором Достоевскими, Николаем Страховым, проводившими острую полемику с рупором нигилизма — «Русским словом» Д. И. Писарева и оплотом революционных демократов журналом «Современник», когда его редактором был Н. Г. Чернышевский.
Несмотря на то, что почвенничество представляло собой разновидность европейского философского романтизма и примыкало к позднему славянофильству, полное его отождествление с последним не вполне корректно. В непримиримом противоборстве славянофильства и западничества, когда «редкий современник представлял себе иное решение проблемы „Россия—Запад“, нежели альтернативное», представители почвенничества признавали положительные начала этих течений, но претендовали на собственную независимую «нейтральную» позицию. Об этой собственной позиции Ф. М. Достоевский декларировал в сентябре 1860 года в «Объявлении о подписке на журнал „Время“ на 1861 год», которое стало кратким манифестом почвенничества.
Независимая позиция почвенников относительно западников и славянофилов утверждалась в различных публикациях сотрудников журнала, в частности в статье Ф. М. Достоевского «Два лагеря теоретиков (по поводу „Дня“ и кой-чего другого)» (1862, № 2 (февраль)).
А. Л. Осповат писал, что Достоевский и Григорьев «равно отвергали славянофильство и западничество как замкнутые идеологические системы, предполагавшие чёткое разделение людей на „наших“ и „не наших“ и канонизировавшие свои опорные постулаты, по отношению к которым (внутри соответствующей структуры) не допускалось ни сомнения, ни иронии». Прежде всего, Достоевского и Григорьева сближало общее представление о «русской идее». Устойчивым и неизменным «ядром» понятия Ф. М. Достоевского «русская идея» была «вера в нашу русскую самобытность».
Почвенники признавали особой миссией русского народа спасение всего человечества, проповедовали идею сближения «образованного общества» с народом, на народной или национальной «почве» с религиозно-этической основой.
Почвенники высказывались за развитие промышленности, торговли, за свободу личности и печати. Принимая «европейскую культуру», они одновременно обличали «гнилой Запад» — его буржуазность и бездуховность, отвергали революционные, социалистические идеи и материализм, противопоставляя им христианские идеалы.
В 1870-е годы черты почвенничества проявились в философских сочинениях Николая Данилевского и «Дневнике писателя» Фёдора Достоевского. Наиболее обстоятельно почвенничество рассматривается в монографиях польского политолога Анджея де Лазари, канадского историка Уэйна Доулера (англ. Wayne Dowler), публициста Александра Буздалова.

## В последующее время
Во второй половине XX века почвенничество возродилось в «деревенской прозе» и публикациях на историко-патриотические темы, против которых заведующий отделом пропаганды ЦК КПСС А. Н. Яковлев в 1972 году направил статью с сокрушительной критикой с позиций ортодоксального марксизма-ленинизма.
Как отмечает И. Будрайтскис, "для 1970-х и начала 1980-х годов ключевым в диссидентском сообществе стало разделение на условных западников и почвенников. Последние были наследниками не народников, а представляли новый вариант консервативной мысли, в котором была специфическая апелляция к народу. Он не был активным политическим субъектом. Это неструктурированная масса, которая является носителем глубоких традиций. Для этой конструкции важно: есть подлинный, глубинный народ — идея народа, а есть масса лишенных национальных корней советских людей — безродных, индустриализированных, оторванных от деревенского начала. Необходимо преодолеть искусственного советского человека ради его подлинного народного содержания".

## Представители XIX века
- Братья Фёдор и Михаил Достоевские
- Аполлон Григорьев
- Николай Страхов и др.

## Представители XX века
- Акулов, Иван Иванович
- Белов, Василий Иванович
- Иванов, Анатолий Степанович
- Иванов, Валентин Дмитриевич
- Лобанов, Михаил Петрович
- Распутин, Валентин Григорьевич
- Солоухин, Владимир Алексеевич
- Шукшин, Василий Макарович

Согласно В. Н. Захарову в круг почвенников входят А. И. Солженицын, В. Г. Распутин, В. П. Астафьев, В. И. Белов и В. М. Шукшин.

## Представители XXI века
- Владимир Микушевич